# Getta unicolor
Getta unicolor là một loài bướm đêm thuộc họ Notodontidae. Nó được tìm thấy ở Nam Mỹ, bao gồm Peru, Ecuador, Colombia, Venezuela và Guyana.